# Gelasma dysgenes
Gelasma dysgenes là một loài bướm đêm trong họ Geometridae.